# La bambola di Satana
La bambola di Satana è un film del 1969 diretto da Ferruccio Casapinta ed interpretato, fra gli altri, da Erna Schürer.

## Trama
La giovane e bella Elisabeth, alla morte del ricchissimo zio, eredita il maniero abitato dal defunto. Giunta al castello conosce l'amministratrice, la sig.na Carroll. L'amministratrice comunica ad Elisabeth che il maniero è infestato dagli spettri e la convince a venderlo al sig. Paul Reynaud. In un crescendo di terrore e di strani eventi, Elisabeth si convince che il suggerimento di Carroll sia la cosa più giusta. Gli eventi precipitano quando il cameriere del castello viene assassinato. Il fidanzato di Elisabeth, Jack, è però convinto della malafede di Carroll e, grazie ad una investigatrice privata, giunta al castello spacciandosi per una pittrice, riesce a far luce sulla vicenda: il cameriere era stato assassinato da Carroll e dal sig. Reynaud, in realtà amanti. Essi volevano spingere Elisabeth a vendere il castello per una modica cifra, al fine di impossessarsene. Carroll, infatti, grazie alle confessioni del vecchio zio, era venuta a conoscenza del fatto che nei sotterranei del maniero era ubicata una ricchissima miniera di uranio.

## Produzione
La bambola di Satana rimane l'unico film di Ferruccio Casapinta in qualità di regista. Erna Schürer parlò in un'intervista della produzione particolarmente travagliata della pellicola:
(Pulici, Davide (Giugno 2007). "Le sorelle di Venere 2". Nocturno Dossier. Vol. 59. p. 32.)